# Бутинська сільська рада (Збаразький район)
Бути́нська сільська́ ра́да — адміністративно-територіальна одиниця та орган місцевого самоврядування у Збаразькому районі Тернопільської області. Адміністративний центр — село Бутин.

## Загальні відомості
Бутинська сільська рада утворена в 1993 році.
- Територія ради: 11,02 км²
- Населення ради: 608 осіб (станом на 2001 рік)
- Територією ради протікає річка Горинь

## Населені пункти
Сільській раді були підпорядковані населені пункти:
- с. Бутин

## Склад ради
Рада складалася з 12 депутатів та голови.
- Голова ради: Жила Андрій Федорович
- Секретар ради: Ванжула Данута Володимирівна

### Керівний склад попередніх скликань
| Прізвище, ім'я, по батькові | Основні відомості                                                 | Дата обрання | Дата звільнення |
| --------------------------- | ----------------------------------------------------------------- | ------------ | --------------- |
| Дворніцька Віра Едуардівна  | Сільський голова, 1971 року народження, позапартійна              | 26.03.2006   | 31.10.2010      |
| Жила Андрій Федорович       | Сільський голова, 1976 року народження, освіта вища, безпартійний | 31.10.2010   |                 |

Примітка: таблиця складена за даними сайту Верховної Ради України

### Депутати
За результатами місцевих виборів 2010 року депутатами ради стали:

#### За суб'єктами висування
| Суб'єкт висування | Кількість обраних депутатів | %   |
| ----------------- | --------------------------- | --- |
| Самовисування     | 12                          | 100 |

#### За округами
| № округу | Прізвище, ім'я, по батькові    | Дата визнання обраним | Освіта  | Партійна приналежність | Відомості про обраного депутата |
| -------- | ------------------------------ | --------------------- | ------- | ---------------------- | ------------------------------- |
| 1        | Ванджула Данута Володимирівна  | 01.11.2010            | середня | позапартійна           | Бутинська с.р., секретар        |
| 2        | Шевчук Микола Васильович       | 01.11.2010            | середня | позапартійний          | пенсіонер                       |
| 3        | Гуменна Мар'яна Василівна      | 01.11.2010            | середня | позапартійна           | тимчасово не працює             |
| 4        | Андрощук Анатолій Аркадійович  | 01.11.2010            | середня | позапартійний          | тимчасово не працює             |
| 5        | Степанисько Ігор Володимирович | 01.11.2010            | середня | позапартійний          | тимчасово не працює             |
| 6        | Горбань Роман Володимирович    | 01.11.2010            | середня | позапартійний          | тимчасово не працює             |
| 7        | Парій Ганна Степанівна         | 24.01.2011            | вища    | позапартійна           | тимчасово не працює             |
| 8        | Черняк Юрій Олексійович        | 01.11.2010            | середня | позапартійний          | тимчасово не працює             |
| 9        | Нагорна Ольга Степанівна       | 01.11.2010            | вища    | позапартійна           | Бутинська с.р., бухгалтер       |
| 10       | Трибух Лариса Василівна        | 01.11.2010            | середня | позапартійна           | Вишнівецька с.р., діловод       |
| 11       | Кравець Микола Миколайович     | 01.11.2010            | середня | позапартійний          | тимчасово не працює             |
| 12       | Цимбалюк Віктор Сергійович     | 01.11.2010            | середня | позапартійний          | «Габен», менеджер               |